# Macrocheilus madagascariensis
Macrocheilus madagascariensis – gatunek chrząszcza z rodziny biegaczowatych, podrodziny Anthiinae i plemienia Helluonini.

## Występowanie
Gatunek ten jest endemitem Madagaskaru. W bazie "Carabidae of the World" figuruje jako jedyny znany madagaskarski przedstawiciel Anthiinae